# ماجد بك الزهدي
ماجد بك الزهدي، واسمه حسين ماجد ولد عام 1307هـ/1890م، في تركيا وهو يعتبر من أشهر الخطاطين الأتراك في القرن العشرين.

## تكوينه
أكمل ماجد الزهدي دراسته الإعدادية ولم يستطع أن يواصل دراسته في الكلية، لسوء حالته الصحية، فتوجه لدراسة الخط العربي وخاصة التعليق والثلثي والجلي. على يد مجموعة من الخطاطين الأتراك ومن أبرز أساتذته الخطاط خلوصي وشفيق بك وعلي أفندي وإسماعيل حقي.

## أستاذ الخط
لقد درّس ماجد الزهدي بأكاديمية الفنون الجميلة بالعاصمة العثمانية إسطنبول ثم انتقل إلى العراق للتدريس في معهد الفنون الجميلة ببغداد، وقد تتلمذ عليه عدد من الخطاطين العراقيين الممتازين وكان لهم تأثيرهم في مدرسة الخط العربي بالعراق، ومن أبرز تلاميذه: الخطاط الرائد البروفيسور إحسان إبراهيم أدهم، شيخ الخطاطين العراقيين. والخطاط الرائد الدكتور سلمان إبراهيم العيسى، أول رئيس لجمعية الخطاطين العراقيين. وقد شغل كلاهما منصب أستاذ الخط العربي في معهد الفنون الجميلة، وشاركا في عضوية لجنة تحكيم المسابقة الدولية لفن الخط التي ينظمها مركز الأبحاث للتاريخ والفنون والثقافة الإسلامية (إرسيكا) في اسطنبول . ومن الفنانين والخطاطين الذين كانوا من تلاميذه وتأثروا به الفنان التشكيلي محمد علي شاكر.

## وفاته[3]
عاد إلى تركيا في صيف سنة 1379هـ/1959م. وبعد عامين من عودته إلى إسطنبول توفي في 29 رمضان 1380هـ/17 مارس 1961م، ودفن في مقابر قره جه أحمد.

## وصلة خارجية
- ماجد الزهدي.